# Хургабек (гора)
Хургабе́к (рос. Хургабек) — гірська вершина у північно-східній частині Великого Кавказу. Знаходиться на території Росії (південний Дагестан).